# Meivakantie
De meivakantie of tulpvakantie is een schoolvakantie in Nederland.
Leerlingen in het basis- en voortgezet onderwijs hebben wettelijk een week vrij in de periode eind april – begin mei. Tot 2014 vielen doorgaans zowel Koninginnedag (30 april) als Bevrijdingsdag (5 mei) en soms ook Hemelvaartsdag (tussen 30 april en 3 juni) in de meivakantie. Vanaf 2014, het jaar waarin Koninginnedag vervangen werd door Koningsdag (27 april), vallen Koningsdag en Bevrijdingsdag alleen in dezelfde verlengde week (inclusief het aansluitende weekeinde) indien 27 april een zaterdag is. Bevrijdingsdag valt dan op de zondag in het volgende weekeinde. Dit is onder andere het geval in 2019 en 2024.
De door het ministerie van OC&W vastgestelde meivakantie duurt één week. Soms geven scholen hun leerlingen evenwel twee opeenvolgende weken vrij, met name in jaren waarin er in een week voorafgaand aan, of volgend op, de officiële meivakantie ook nog feestdagen vallen. Voor eindexamenleerlingen zijn er vaak laatste schooldagen voor de meivakantie.

## Geschiedenis
Tot in de jaren 1990 kenden vrijwel alle Nederlandse scholen krokus- en paasvakanties, die gekoppeld waren aan christelijke feestdagen met een jaarlijks veranderende datum: carnaval en Pasen. Daardoor was de indeling van de periode tussen de kerstvakantie en de zomervakantie elk jaar anders. Twee schoolleiders uit Zutphen pleitten in de jaren 1980 voor vaste vakantiedata, met gelijkmatige tussenperiodes van 7 à 8 weken. Ze kwamen uit op vakanties in de weken van 5 maart en begin mei. In veel gemeentes in Noord-Holland werd dat advies in 1990 overgenomen, met 5 maart en 3 mei als ijkdatums. In de daaropvolgende jaren voerden steeds meer scholen een meivakantie in. Het ministerie van Onderwijs adviseerde vanaf het schooljaar 1994-1995 alle scholen een meivakantie te houden en de paasvakantie te laten vervallen.